# Roman Jeker
Roman Jeker (ur. 31 stycznia 1970) – szwajcarski kolarz szosowy, brązowy medalista mistrzostw świata.

## Kariera
Największy sukces w karierze Roman Jeker osiągnął w 1993 roku, kiedy wspólnie z Rolandem Meierem, Markusem Kennelem i Beatem Meisterem zdobył brązowy medal w drużynowej jeździe na czas podczas mistrzostw świata w Oslo. Był to jednak jedyny medal wywalczony przez niego na międzynarodowej imprezie tej rangi. Na tych samych mistrzostwach zajął też 28. miejsce w wyścigu ze startu wspólnego amatorów. Na rozgrywanych rok później mistrzostwach świata w Agrigento zajął 31. miejsce indywidualnie oraz piąte drużynowo. Dwukrotnie zdobywał medale mistrzostw kraju, w tym złoty w indywidualnej jeździe na czas w 1994 roku. Nigdy nie wystąpił na igrzyskach olimpijskich.